# Каммерер, Дэвид
Дэвид Эймс Каммерер (англ. David Eames Kammerer; 2 сентября 1911 — 14 августа 1944) — учитель английского языка и физкультуры в Вашингтонском университете в Сент-Луисе.

## Бойскаутский отряд. Люсьен Карр.
В 28 лет Каммерер, будучи вожатым в Бойскаутском лагере, знакомится с 14-летним Люсьеном Карром и становится одержим подростком, преследуя того везде. Мать Люсьена пыталась защитить своего сына, но всё бесполезно; Дэвид постоянно переезжал, чтобы быть ближе к предмету своего воздыхания и следовал за молодым Карром из школы в школу, куда бы тот не переходил: начиная с Академии Филлипса в Андовер (Массачусетс), затем в Боудин-колледж, Брансуик (Мэн) и Чикагский университет. Закончилось же всё в Колумбийском университете.

## Колумбия и "Разбитые".
После перехода Люсьена в Колумбию, на протяжении целых десяти месяцев Каммерер оставался в тени, был "второстепенным персонажем" всей этой бурлящей толпы, но его одержимость Карром не угасала. В свою же очередь Люсьен старался, по мере возможностей, избегать Дэвида. Однажды Берроуз застал Каммерера за попыткой повесить кошку Керуака. Психика Каммерера явно разлагалась; он едва сводил концы с концами. В июле 1944 года Карр и Джек Керуак заговорили о том, чтобы отправиться из Нью-Йорка на торговом судне, и Каммерер сходил с ума при мысли о возможной потере Карра. В начале августа Каммерер прокрался в комнату Люсьена по пожарной лестнице и полчаса смотрел, как тот спит; когда он снова выполз наружу, его поймал охранник.

## Убийство в Риверсайд-парке.
13 августа 1944 Карр и Керуак попытались отплыть из Нью-Йорка во Францию на торговом судне, прикинувшись французом (Джек) и его глухонемым другом (Люсьен), но в последний момент их вышвырнули с корабля. Парни отправились в свой любимый бар в Вест-Энде, после чего Керуак первый его покинул. По пути обратно он встретил Дэвида и, по просьбе второго, рассказал ему, где Люсьен сейчас. Каммерер нагнал Лу и двое отправились на прогулку по Вест-Энду, заканчивая в Риверсайд-парке.
Согласно версии Карра, он и Дэвид отдыхали недалеко от улицы Западной 115, когда Каммерер попытался совершить сексуальный шаг в сторону юноши, но Люсьен отказал. Тогда Каммерер физически напал на Карра и, будучи крупнее, одержал вверх. Тогда, в панике, Люсьен достал свой старый бойскаутский нож и ударил им мужчину. Чтобы избавиться от тела, Люсьен связал руки и ноги Дэвида, а карманы наполнил камнями. После юноша сбросил тело в ближайшую реку Гудзон.
После случившегося Люсьен отправился к другу Ульяму Берроузу, отдал ему окровавленную пачку сигарет Каммерера и рассказал о случившемся. Берроуз спустил пачку сигарет в унитаз, сказал Люсьену найти адвоката и сознаться во всём полиции. Но вместо этого Карр разыскал Керуака, который, не без помощи своего протеже Герберта Ханке Эйба Грина помог юноше избавиться от ножа и некоторых вещей убитого. Позднее Карр приходит в полицию и сознаётся в совершенном преступлении. Прокуроры, не уверенные в правдивости этой истории и даже в том, что было совершено убийство, держали Люсьена под стражей до тех пор, пока не нашли тело Каммерера. Карр опознал труп, а затем повел полицию туда, где он спрятал очки Каммерера в Морнингсайд-парке.
Также, вместе с Карром, были арестованы Керуак и Берроуз, идущие как важные свидетели. За Берроуза был внесен залог его отцом. От Керуака же отец отказался и залог за "23-летнего моряка" был внесен родителями его девушки Энди при условии, что пара поженится. Через несколько лет их брак был аннулирован.
Сам же Карр был обвинён в убийстве второй степени. Газета "Нью-Йорк Таймс" назвала это преступление "Убийством чести" и средством защиты молодого гетеросексуального парня от нападения одержимого гомосексуалиста. Люсьен был приговорен к тюремному заключению сроком от одного до двадцати лет; он отсидел два года в исправительном учреждении Эльмира в северной части штата Нью-Йорк и был освобожден.
Вскоре после убийства Аллен Гинзберг начал писать роман об этом преступлении, который он назвал "Песней крови", но его преподаватель английского языка в Колумбийском университете, стремясь предотвратить более негативную рекламу для Карра или университета, убедил Гинзберга отказаться от этой идеи. Инцидент с Карром также вдохновил Керуака и Берроуза на сотрудничество в 1945 году над романом под названием "И бегемоты сварились в своих бассейнах", который был впервые полностью опубликован в ноябре 2008 года.

В своём дневнике Гинзберг писал:
“Круг Вольнодумцев” был уничтожен одновременно со смертью Каммерера”.